# بئر صفعك (الرقة)
بئر صفعك قرية سورية تتبع ناحية سلوك في منطقة تل أبيض في محافظة الرقة. بلغ عدد سكانها 37 نسمة في عام 2004 حسب إحصاء المكتب المركزي للإحصاء.